# 9th Engineers Battalion (U.S.)
Das 9th Engineers-Battalion wurde am 15. Mai 1917 als 2. Pionier-Bataillon der Armee der Vereinigten Staaten im Camp Newton D. Baker, El Paso, Texas aufgestellt. Im Juli 1917 erhielt es seinen jetzigen Namen. Die Einheit war anfangs in El Paso stationiert, jedoch im Camp Stewart in Texas eingesetzt.

## 1918–1939
Nach dem Ende des Ersten Weltkriegs wurde das Bataillon demobilisiert mit Ausnahme der A-Kompanie, die in Fort Riley, Kansas, stationiert war, um der Kavallerie-Schule der US-Army Pionierunterstützung zu gewähren. Von 1923 bis 1936 war die Kompanie in dieser Funktion eingesetzt, zuerst als Einheit der 2. Kavalleriedivision und später als Trupp A der 9. Pionier-Schwadron. Sie erwarb sich während dieser Zeit einen hervorragenden Ruf als Kavallerieeinheit. Während dieser Zeit war Samuel D. Sturgis, Jr., der spätere Generalleutnant und Kommandeur des United States Army Corps of Engineers, als Platoon-Leader in der Einheit eingesetzt.

## 1940–1945
Nach dem Ausbruch des Zweiten Weltkrieges wurde das Bataillon als das 9. gepanzerte Pionier-Bataillon, ein Teil der 9. Panzerdivision aktiviert. In Frankreich im September  nahmen sie ersten Kontakt mit dem Feind im Schoenfels-Wilwerdange-Bissen Bereich auf. Das Bataillon kämpfte während der Ardennenoffensive im Dezember 1944 mit C Kompanie.
Am 7. März 1945, während der alliierten Offensive zum Rhein, kam die Kampfgruppe B der 9. Panzerdivision in Remagen an und entdeckte, dass die Ludendorff-Brücke über dem Rhein intakt war und nahmen den ersten Brückenkopf über den Rhein seit den napoleonischen Kriegen nach längeren Kämpfen ein. Die Einheit wurde dafür mit dem Eichenlaub ausgezeichnet. Am 13. Oktober 1945 wurde das Bataillon deaktiviert.

## 1952–2002
1952 wurden die 9. Pioniere als das 9. Pionier-Bataillon (Armee) reaktiviert. Im Herbst von 1956 ersetzte es das 35. Pionier-Bataillon bei Kitzingen und übersiedelte nach Aschaffenburg.
1991 diente das 9. Pionier-Bataillon im Golfkrieg. Zurück in Aschaffenburg zurück wurde es abermals deaktiviert und als Teil der 1. Infanteriedivision in Schweinfurt am 5. April 1996 reaktiviert mit der 2. Brigade-Kampfgruppe als Teil der Bedeckungkraft für Bosnien (Task Force Adler). Das Bataillon wurde in den Kosovo im Juni 1999 verlagert, mit Unterbrechung bis November 2002.

## 2003–2013
2003 bereitete sich das 9. Pionierbataillon auf die Invasion des Irak vor, nahm aber wegen der türkischen Ablehnung Truppen zu stationieren nicht an ihr teil. Stattdessen wurde es im August und September nach Bosnien zur Unterstützung der Task Force 1-18's verlegt. Im Februar 2004 wurde das Bataillon zunächst nach Kuwait verlegt und nahm dann an der Operation Iraqi Freedom II teil. Dabei agierte es in Tikrit, Salah, Balad und Bayji. Im März 2006 wurde das 9. Pionierbataillon dem 2nd Brigade Combat Team, 1. Infanteriedivision, zugewiesen. Im September 2006 wurde das Bataillon zum zweiten Mal zur Unterstützung der Operation Iraqi Freedom verlegt. Die C-Kompanie operierte um Ramadi, während die übrigen Teile des Bataillons nach Bagdad kamen. Das 9. Pionierbataillon kehrte Mitte November 2007 zurück nach Schweinfurt. Das Motto der Einheit ist Asisteremos (spanisch: Wir unterstützen).
2013 unterstand das Bataillon der 172. US-Infanteriebrigade und sollte mit dieser im Jahr 2012 planmäßig in die USA zurückkehren. Als Teil der Sparbemühungen im Verteidigungshaushalt wurde jedoch die Infanteriebrigade und mit ihr auch das 9. Pionierbataillon am 31. Mai 2013 aufgelöst.